# Žilina-Záriečie
Žilina-Záriečie – przystanek kolejowy  w Żylinie, położony w kraju żylińskim, na Słowacji. Znajduje się na linii kolejowej Žilina - Rajec. W budynku przystanku znajduje się Centrum Kultury Stanica. Operatorem przystanku, tak jak większości infrastruktury kolejowej na Słowacji, są Železnice Slovenskej republiky.